# John Stevens Cabot Abbott

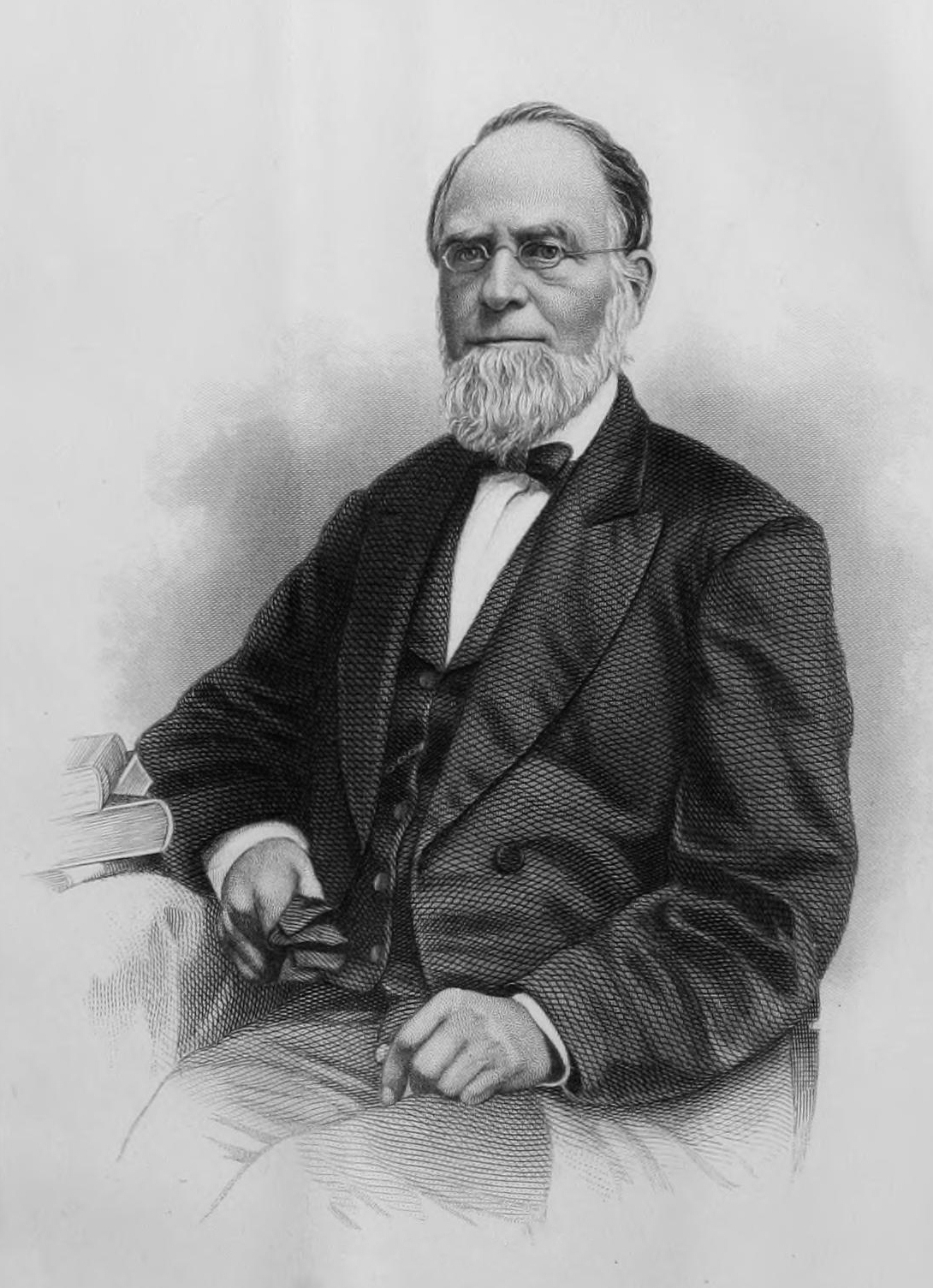
John Stevens Cabot Abbott

John Stevens Cabot Abbott (* 18. September 1805 in Brunswick, Maine; † 17. Juni 1877 in Fair Haven, Connecticut) war ein US-amerikanischer kongregationalistischer Geistlicher und Schriftsteller.

## Biografie
Der jüngere Bruder von Jacob Abbott studierte nach dem Schulbesuch zunächst am Bowdoin College, ehe er nach dessen Beendigung 1825 ein Studium am Theologischen Seminar von Andover (Massachusetts) begann. Zusammen mit seinem Bruder gründete er 1829 die Mount Vernon School for Girls. Nach seiner Ordination 1830 war er nacheinander Pastor der Gemeinden von Worcester, Roxbury sowie Nantucket.
Wie sein älterer Bruder war auch John Abbott ein vielseitiger Autor und gab sein literarisches Debüt 1833 mit dem erfolgreichen Buch The Mother at Home, dem The Child at Home und mit kurz Unterbrechungen weitere Bücher mit halbreligiösen Themen folgten. 1844 trat er von seinem Priesteramt zurück und widmete sich vollständig der Schriftstellerei, wobei er nunmehr auch geschichtliche Themen übernahm. Zu seinen wichtigsten weiteren Werken gehören Practical Christianity, Kings and Queens, or Life in the Palace, The French Revolution of 1789, The History of Napoleon Bonaparte (2 Bände), Napoleon at St. Helena, A History of the Civil War in America (2 Bände, 1863–1866), The History of Napoleon III. (1868), Romance of Spanish History (1870) und The History of Frederick the Second, called Frederick the Great (1871). Zahlreiche seiner Bücher wurden in andere Sprachen übersetzt.
Sein Neffe Lyman Abbott, der Sohn Jacob Abbotts, war ebenfalls Priester sowie Religionsphilosoph.